# Радоши код Жбандаја
Радоши код Жбандаја итал. Radossi di Sbandati је насеље у Републици Хрватској у саставу Града Пореча у Истарској жупанији.

## Демографија
Према последњем попису становништва из 2001. године у насељу Радоши Код Жбандаја је живео 61 становник који су живели у 16 породичнih и 3 самачка домаћинства.
Кретање броја становника по пописима 1857—2001.
| година пописа  | 1857. | 1869. | 1880. | 1890. | 1900. | 1910. | 1921. | 1931. | 1948. | 1953. | 1961. | 1971. | 1981. | 1991. | 2001. | 2011. |
| бр. становника | 0     | 0     | 46    | 43    | 43    | 42    | 0     | 0     | 52    | 41    | 45    | 42    | 33    | 73    | 61    | 115   |

Напомена:У 1857., 1869., 1921. и 1931. подаци су садржани у насељу Жбандај. Од 1857. до 1900. исказивано под именом Радошићи. Од 1857. до 1910. исказивано као део насеља.